# Villa Sonnenhof
Die Villa Sonnenhof ist eine stattliche Villa in der Eduard-Bilz-Straße 46 (ehem. Sophienstraße 18) im Stadtteil Oberlößnitz der sächsischen Stadt Radebeul, unmittelbar am Eduard-Bilz-Platz bzw. dem Augustusweg gelegen.

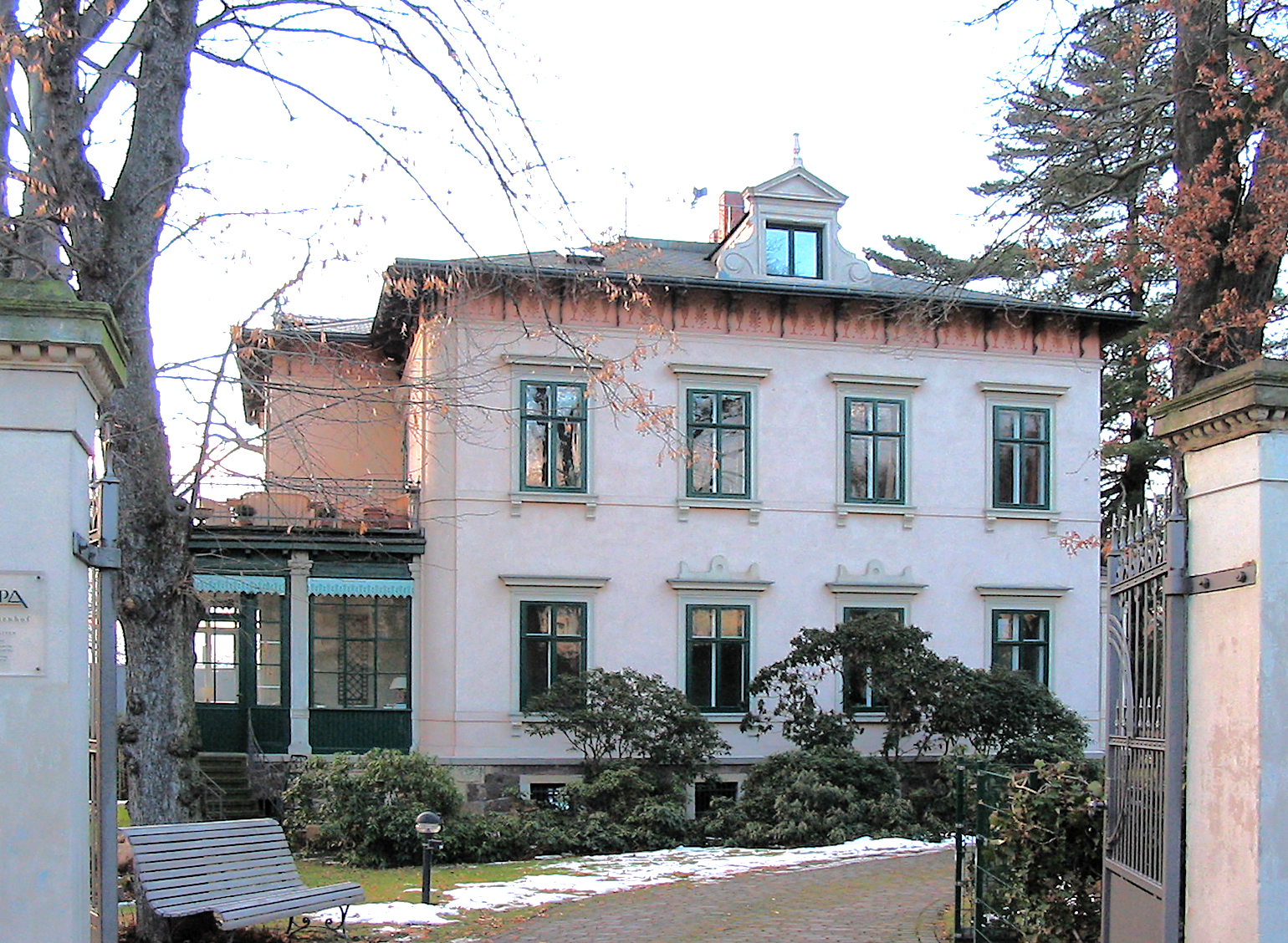
Villa Sonnenhof

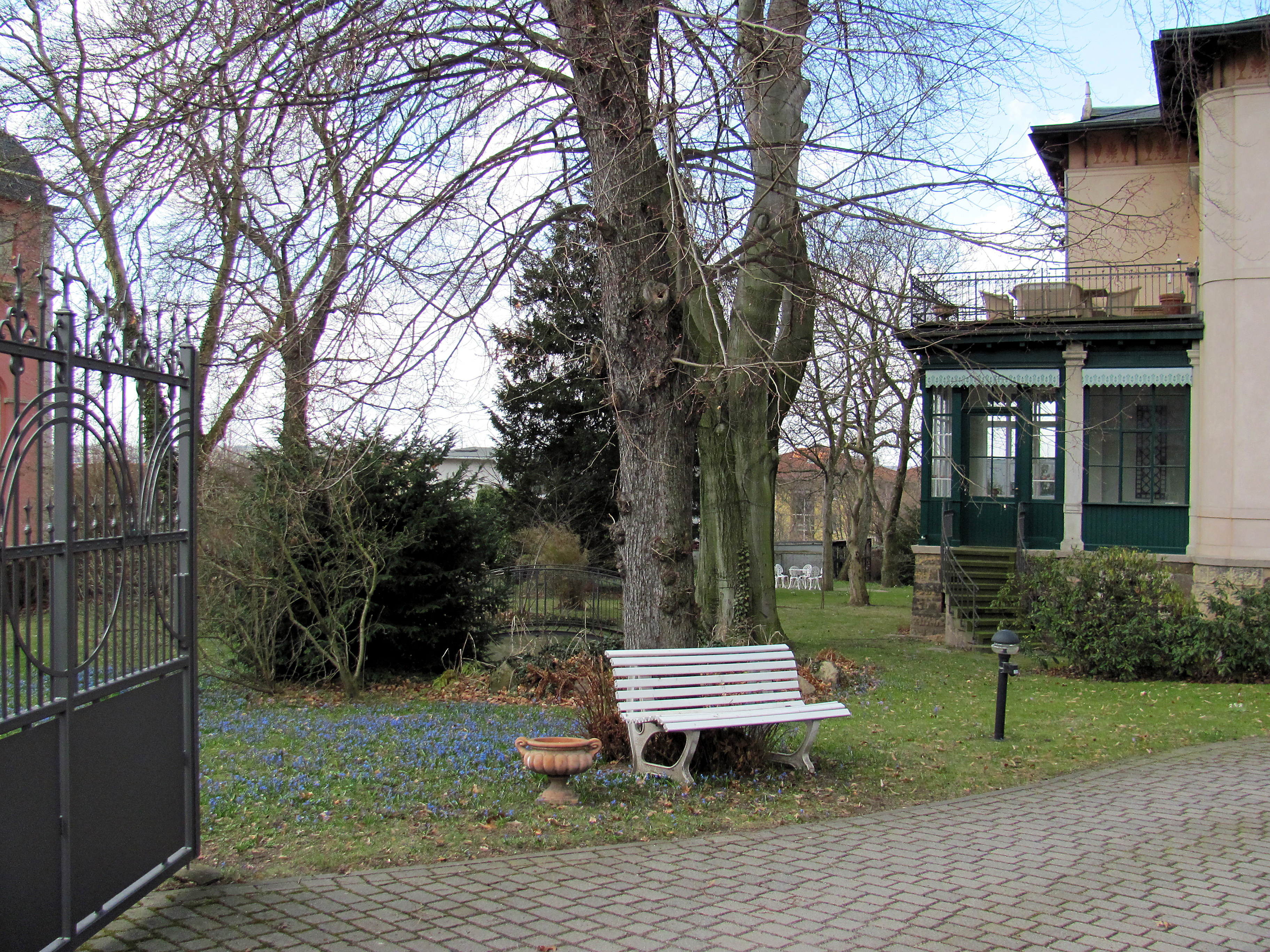
Park der Villa Sonnenhof

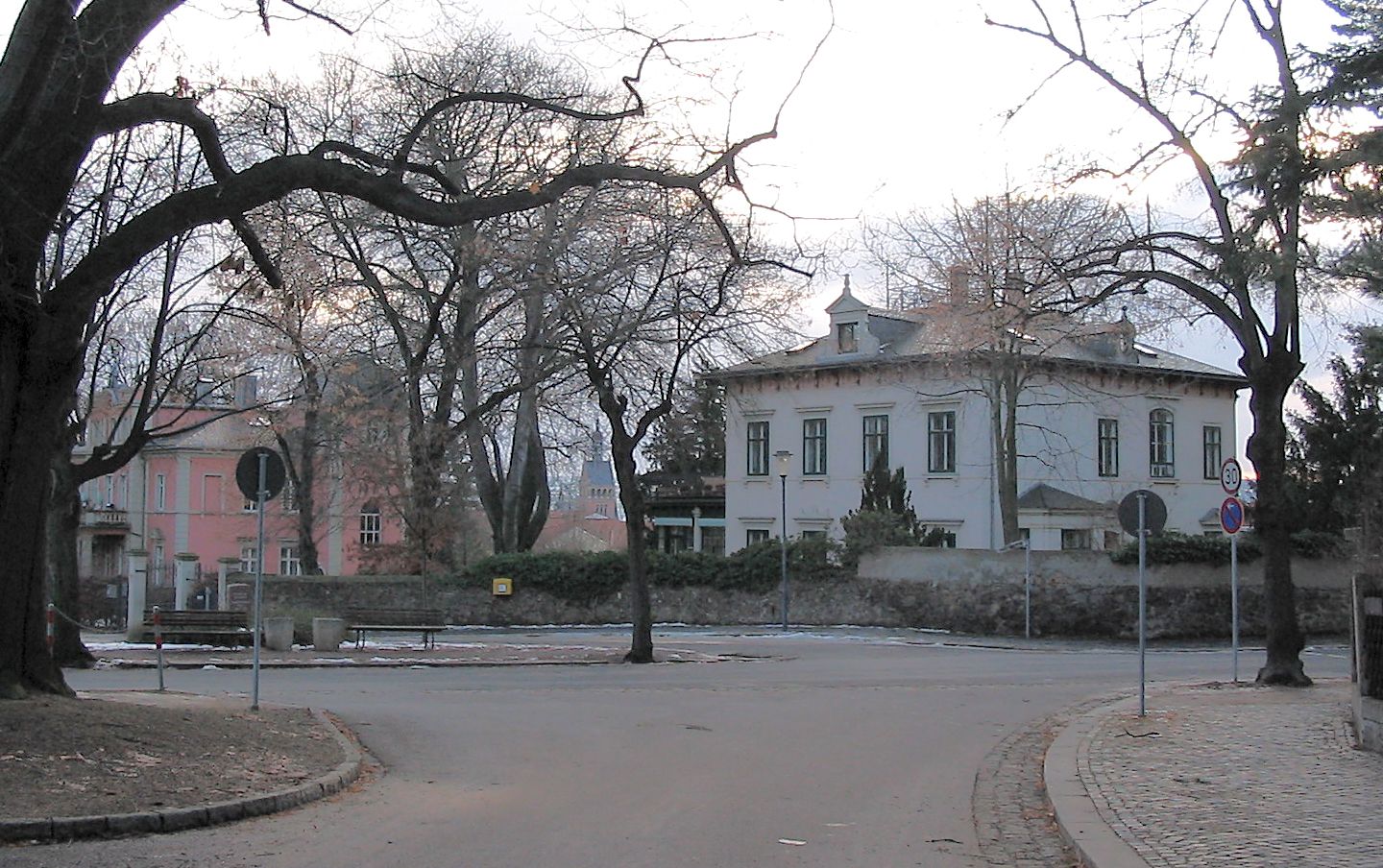
Villa Sonnenhof (re.), Villa Falkenstein (li.), Lutherkirche (mi.), vom Eduard-Bilz-Platz aus

## Beschreibung
Die zweigeschossige, mitsamt der Einfriedung, Toreinfahrt und dem Garten unter Denkmalschutz stehende Villa liegt in der ehemaligen Zillerschen Sophienstraße an der Ecke zum Augustusweg und damit am ehemaligen Königsplatz, heute Eduard-Bilz-Platz. Zur Linken benachbart ist die Ziller-Villa Falkenstein, zur Rechten die ebenfalls von den Gebrüdern Ziller stammende Villa Antonie Henrici.
Der Putzbau mit Sandstein- und Putzgliederungen hat ein flaches Walmdach mit einer umgitterten Dachplattform und Wetterfahne. Das Dach kragt weit über, und zwischen den die Traufe stützenden Konsolen befindet sich eine ornamentale Drempelmalerei aus schablonierten Krügen zwischen Palmetten. Im Dach steht mittig in der Hauptansicht zur Eduard-Bilz-Straße eine Lukarne im Stil der Neorenaissance mit seitlichen Voluten und einem kleinen Obelisken obenauf. Die Hauptansicht selbst besteht aus vier regelmäßigen Fensterachsen mit Sandsteingewänden und geraden Verdachungen, von denen die zwei mittleren des Erdgeschosses Verzierungen in Form von Akroteren tragen.
In der linken Seitenansicht nach Süden steht, nach hinten versetzt, ein dreiachsiger Seitenrisalit mit einer kleinen ovalen Dachgaube, eine ebensolche auch im Norden. Vor der durch den Seitenrisalit entstehenden Rücklage zur Straße hin steht eine hölzerne, verglaste Veranda mit gittergefasstem Austritt obenauf und mit einer Freitreppe. In der rechten Seitenansicht, zum Augustusweg hin, befindet sich der Eingang neben einem eingeschossigen Standerker.
Das parkartige Gartengrundstück, in dem das Gebäude liegt, gilt als denkmalpflegerische Nebenanlage.
Die Bauherren erhielten im Jahr 2010 den Bauherrenpreis der Stadt Radebeul für die einfühlsame Sanierung.

## Geschichte
Das Gebäude errichteten 1885/1886 die Gebrüder Ziller für den Niederlößnitzer Rechtsanwalt Georg Hecker.
Eigentümer ab spätestens 1920 bis 1930 war der Architekt und Dresdner Professor Richard Müller.
Die Villa stand bereits zu DDR-Zeiten seit mindestens 1979 unter Denkmalschutz.